# Dengeki Bunko: Fighting Climax
Dengeki Bunko Fighting Climax est un jeu vidéo de combat développé par Ecole Software et French Bread, et édité par Sega, sorti en 2014 sur SEGA RingEdge 2. Il a ensuite été porté sur PlayStation 3 et PlayStation Vita.
Une version améliorée nommée Dengeki Bunko Fighting Climax Ignition comprenant des personnages et des stages supplémentaires est sortie en 2015, uniquement au Japon.
Le jeu célèbre les 20 ans de la marque de publication Dengeki Bunko (appartenant à  l'éditeur ASCII Media Works). Il contient des personnages tirés des light novel publiés sous ce label.

## Système de jeu
Le système de combat de Dengeki Bunko Fighting Climax se compose de 3 boutons pour les coups faibles, moyens et forts, ainsi qu'un bouton pour appeler un personnage de support. Il est possible d'effectuer des enchaînements en utilisant les commandes mises à disposition. Chaque joueur possède une jauge de Climax. Une fois remplie, elle permet d'effectuer des Impact Skill, des attaques plus puissantes que celles proposées de base. En début de partie, il est possible de choisir un personnage de support, qui pourra être invoqué durant le combat,.

## Liste des personnages
| Personnage       | Série                                       | Doublage Japonais   |
| ---------------- | ------------------------------------------- | ------------------- |
| Akira Yuki       | Virtua Fighter                              | Shinichiro Miki     |
| Asuna            | Sword Art Online                            | Haruka Tomatsu      |
| Kirino Kosaka    | Ore no imōto ga konna ni kawaii wake ga nai | Ayana Taketatsu     |
| Kirito           | Sword Art Online                            | Yoshitsugu Matsuoka |
| Kuroyukihime     | Accel World                                 | Sachika Misawa      |
| Mikoto Misaka    | A Certain Magical Index                     | Rina Satō           |
| Miyuki Shiba     | The Irregular at Magic High School          | Saori Hayami        |
| Rentarō Satomi   | Black Bullet                                | Yūki Kaji           |
| Selvaria Bles    | Valkyria Chronicles                         | Sayaka Ohara        |
| Shana            | Shakugan no Shana                           | Rie Kugimiya        |
| Shizuo Heiwajima | Durarara!!                                  | Daisuke Ono         |
| Taiga Aisaka     | Toradora!                                   | Rie Kugimiya        |
| Tomoka Minato    | Ro-Kyu-Bu!                                  | Kana Hanazawa       |
| Yukina Himeragi  | Strike the Blood                            | Risa Taneda         |

| Personnage         | Série                                         | Doublage Japonais |
| ------------------ | --------------------------------------------- | ----------------- |
| Ako                | Netoge no yome wa onna no ko janai to omotta? | Rina Hidaka       |
| Emi Yusa           | Hataraku Maō-sama!                            | Yōko Hikasa       |
| Kuroko Shirai      | A Certain Magical Index                       | Satomi Arai       |
| Qwenthur Barbotage | Heavy Object                                  | Natsuki Hanae     |
| Tatsuya Shiba      | The Irregular at Magic High School            | Yuichi Nakamura   |
| Yūki               | Sword Art Online                              | Aoi Yūki          |

| Personnage                | Série                                       | Doublage Japonais               |
| ------------------------- | ------------------------------------------- | ------------------------------- |
| Accelerator et Last Order | A Certain Magical Index                     | Nobuhiko Okamoto et Rina Hidaka |
| Alicia Melchiott          | Valkyria Chronicles                         | Marina Inoue                    |
| Boogiepop                 | Boogiepop                                   | Kaori Shimizu                   |
| Celty Sturluson           | Durarara!!                                  | Miyuki Sawashiro                |
| Dokuro Mitsukai           | Bokusatsu tenshi Dokuro-chan                | Saeko Chiba                     |
| Enju Aihara               | Black Bullet                                | Rina Hidaka                     |
| Erio Tōwa                 | Denpa Onna to Seishun Otoko                 | Asuka Ōgame                     |
| Haruyuki Arita            | Accel World                                 | Yūki Kaji                       |
| Hinata Hakamada           | Ro-Kyu-Bu!                                  | Yui Ogura                       |
| Holo                      | Spice and Wolf                              | Ami Koshimizu                   |
| Izaya Orihara             | Durarara!!                                  | Hiroshi Kamiya                  |
| Kino                      | L'Odyssée de Kino                           | Aya Hisakawa                    |
| Kōko Kaga                 | Golden Time                                 | Yui Horie                       |
| Kojou Akatsuki            | Strike the Blood                            | Yoshimasa Hosoya                |
| Kuroneko                  | Ore no imōto ga konna ni kawaii wake ga nai | Kana Hanazawa                   |
| Leafa                     | Sword Art Online                            | Ayana Taketatsu                 |
| Shiina Mashiro            | Sakurasou no Pet na Kanojo                  | Ai Kayano                       |
| Pai Chan                  | Virtua Fighter                              | Minami Takayama                 |
| Ryûji Takasu              | Toradora!                                   | Junji Majima                    |
| Sadao Maō                 | Hataraku Maō-sama!                          | Ryōta Ōsaka                     |
| Tatsuya Shiba             | The Irregular at Magic High School          | Yuichi Nakamura                 |
| Tôma Kamijô               | A Certain Magical Index                     | Atsushi Abe                     |
| Wilhelmina Carmel         | Shakugan no Shana                           | Shizuka Itō                     |

| Personnage           | Série                                         | Doublage Japonais  |
| -------------------- | --------------------------------------------- | ------------------ |
| Frolaytia Capistrano | Heavy Object                                  | Shizuka Itō        |
| Iriya Kana           | Iriya no sora, UFO no natsu                   | Ai Nonaka          |
| Kazari Uiharu        | A Certain Magical Index                       | Aki Toyosaki       |
| LLEN                 | Sword Art Online Alternative: Gun Gale Online | Minami Tsuda       |
| Miyuki Shiba         | The Irregular at Magic High School            | Saori Hayami       |
| Hideki Nishimura     | Netoge no yome wa onna no ko janai to omotta? | Toshiyuki Toyonaga |
| Tomo Asama           | Kyōkaisen-jō no Horaizon                      | Ami Koshimizu      |
| Zero                 | Grimoire of Zero                              | Karin Takahashi    |

| Personnage     | Série      | Doublage Japonais |
| -------------- | ---------- | ----------------- |
| Airi Kashii    | Ro-Kyu-Bu! | Rina Hidaka       |
| Maho Misawa    | Ro-Kyu-Bu! | Yuka Iguchi       |
| Saki Nagatsuka | Ro-Kyu-Bu! | Yōko Hikasa       |

| Personnage       | Série              | Doublage Japonais |
| ---------------- | ------------------ | ----------------- |
| Heivia Winchell  | Heavy Object       | Kaito Ishikawa    |
| Milinda Brantini | Heavy Object       | Eri Suzuki        |
| Alas Ramus       | Hataraku Maō-sama! | Inconnu           |